# Vysoká (988 m)
Vysoká (988 m) – szczyt w Starohorskich Wierchach na Słowacji wznoszący się nad miejscowością Podkonice. Znajduje się w zakończeniu południowego grzbietu szczytu Hrubý vrch (1169 m). Na Vysokiej grzbiet ten rozgałęzia się na dwa ramiona:
- krótkie, południowo-zachodnie ze szczytem Drndač, opadające do doliny potoku Lupčica,
- długie i kręte południowo-wschodnie biegnące do szczytu Vysoká (961 m). stoki północno-wschodnie opadają do doliny Moštenickiego potoku[1].

Vysoká znajduje się w otulinie Parku Narodowego Niżne Tatry. Jej szczyt i grzbietowe partie szczytu są bezleśne, zajęte przez dużą halę pasterską. Na jej dolnym końcu znajdują się szałasy. Przy jednym z nich dawniej działał wyciąg narciarski. Obecnie stoki tej hali są wykorzystywane przez paralotniarzy jako startowisko. Dolne partie stoków Vysokiej porasta las.

## Turystyka
Przez halę Vysokiej prowadzi niebiesko znakowany szlak turystyczny.
  Podkonice –  Vysoká – Kalište. Odległość 5,7 km, suma podejść 570 m, suma zejść 65 m, czas przejścia 2:05 h, z powrotem 1:45 h.